# Лой Гендерсон
Лой Гендерсон (англ. Loy Wesley Henderson, нар.28 червня 1892 — пом.24 березня 1986) — офіцер закордонних справ США, дипломат, спеціаліст з СРСР та Близкого Сходу.

## Біографія
Лой Веслі Гендерсон народився 28 червня 1892 року в Роджерсі, штат Арканзас, у сім'ї бідного методистського проповідника. Він вступив до коледжу в маленькому містечку в Канзасі, а потім до Північно-Західного університету. 
У 1917-1918 рр. навчався в Денверській юридичній школі. Влітку 1918 отримав роботу у Американському Червоному хресті. Робота там дозволяла уникнути служби в армії, хоча часто теж була досить небезпечною. У 1919 р Гендерсон брав участь в роботі Міжсоюзницькій комісії в Німеччині з репатріації полонених Першої світової війни. Займався в тому числі поверненням російських полонених на батьківщину і поверненням полонених до країн Прибалтики, які отримали незалежність. 
У 1919 р Гендерсон працював в американській місії Червоного хреста в Естонії. На початку 1920 року зі своїми співробітниками надавав допомогу солдатам Північно-Західної армії Юденича, що відступила після боїв під Петроградом в Естонію, в той час як серед них поширилася епідемія тифу. Очолив величезний польовий госпіталь, розташований у порожніх корпусах Кренгольмської фабрики. Сам перехворів на тиф.
Травма руки завадила Гендерсону брати участь у бойових діях Першої світової війни, то ж він служив волонтером Червоного Хреста.

## Кар'єра
У 1922 році вступив на роботу в Державний департамент США. У 1922 призначений віце-консулом в Дубліні. З 1925 року працював у Східноєвропейському відділі Держдепартаменту. З 1927 року — третій секретар американської місії в Ризі. Одружився з Елізе Марією Гайнріхсон (Elise Marie Heinrichson). З 1930 року — знову в Східноєвропейському відділі. Під час відновлення дипвідносин між США і СРСР готував створення американського посольства в Москві. З 1934 р. — другий секретар американського посольства в СРСР. У книзі американської репатріантки до СРСР Аннабелли Бюкар «Правда про американських дипломатів», виданої в СРСР в 1949 р, Гендерсона зараховують до одного угруповання з Джорджем Кеннаном і Чарльзом Боленом. Послідовна критика Гендерсоном Радянського режиму зустріла різке неприйняття з боку Елеонори Рузвельт. На її вимогу Лой Гендерсон був у 1942 р переведений з Москви в Багдад. У 1943-1945 рр. — посол США в Іраку. 
З 1945 року Гендерсон — директор з близькосхідних і африканських справ в Держдепартаменті США. Виступав проти створення моноетнічної Держави Ізраїль, намагався переконати Трумена відмовитися від підтримки резолюції про розділ Палестини між євреями і арабами, через що заслужив репутацію «антисіоніста».
У 1948-1951 рр. — посол США в Індії та Непалі. З 1951 року — посол США в Ірані. З 1955 — заступник державного секретаря з адміністративних питань. 
У 1956 р — представник США в СЕНТО. У 1957 — глава місії з перебудови Африки. У 1960 році вийшов у відставку. 
У 1961-1968 рр. викладав міжнародні відносини. У 1986 опублікував мемуари «A Question of Trust. Stanford University. — Stanford, Calif. : Hoover Institution Press, 1986. — 579 pp.) ». 
Помер 24 березня 1986 р.